# マルセロ・マルティンス・モレノ
マルセロ・マルティンス・モレノ（Marcelo Martins Moreno, 1987年6月18日 - ）は、ボリビア・サンタ・クルス・デ・ラ・シエラ出身の元サッカー選手。元ボリビア代表。現役時代のポジションはフォワード。ボリビア代表として歴代最多出場および歴代最多得点記録保持者。

## 代表
ボリビア代表として2007年9月に初出場してから、出場試合数ではロナルド・ラルデスの102を超え、得点数ではホアキン・ボテロの20を超え、いずれも歴代最多記録保持者となった。2023年11月に代表引退を表明した。

## タイトル

### クラブ
ECヴィトーリア
- カンピオナート・バイアーノ : 2005, 2007

CRフラメンゴ
- カンピオナート・ミネイロ : 2008, 2014
- カンピオナート・ブラジレイロ・セリエA : 2014

FCシャフタール・ドネツク
- UEFAカップ : 2008–09
- ウクライナ・プレミアリーグ : 2010–11

CRフラメンゴ
- コパ・ド・ブラジル : 2013

武漢卓爾
- 中国サッカー・甲級リーグ : 2018

### 個人
- コパ・リベルタドーレス得点王 : 2008
- 中国サッカー・甲級リーグ得点王 : 2017（英語版）